# Koro wachi
Pour les articles homonymes, voir Waci.
Le koro wachi, aussi appelé waci ou begbere-ejar, est une langue du plateau nigérian parlée au Nigeria. Elle forme un continuum linguistique avec l’ashe.

## Écriture
| a  | ã | b  | c  | d   | e  | ẽ | ɛ | ɛ̃ | f | g | gb | gh | h | i | ĩ | j | k | kp | m |
| mb | n | nd | ng | ngm | ny | o | ɔ | ɔ̃ | p | r | s  | sh | t | u | ũ | v | w | y  | z |